# Australia A
Australia A (anteriormente conocidos como Australian Barbarians) es el nombre con que se conoce a la segunda selección de rugby de Australia regulada por la unión de ese país. Actualmente la integran jugadores que no forman parte del Super Rugby.
Este equipo ha disputado partidos amistosos frente a selecciones absolutas y secundarias desde el 2003 bajo el nombre de Australia A.
En 2007 y 2008 fue invitada a participar de la Pacific Nations Cup, en ambas temporadas alcanzó el segundo puesto y se colocó detrás de equipos neozelandeses.
Desde 2010 juega como Australian Barbarians e informalmente Aussie Barbarians y continúa con partidos amistosos.

## Participación en copas

### Pacific Nations Cup
- Pacific Nations Cup 2007: 2º puesto[5]
- Pacific Nations Cup 2008: 2º puesto[6]
- Pacific Nations Cup 2022: 2º puesto

### Tours
- Tour a Japón 2003: ganó (0 - 2)[7]